# Olympische Sommerspiele 2008/Teilnehmer (Angola)
| Gelbes Symbol für Goldmedaillen mit stilisierten Olympischen Ringen | Graues Symbol für Silbermedaillen mit stilisierten Olympischen Ringen | Braundes Symbol für Bronzemedaillen mit stilisierten Olympischen Ringen |
| ------------------------------------------------------------------- | --------------------------------------------------------------------- | ----------------------------------------------------------------------- |
| —                                                                   | —                                                                     | —                                                                       |

Angola nahm an den Olympischen Sommerspielen 2008 in der chinesischen Hauptstadt Peking mit 32 Athleten, 15 Frauen und 17 Männern, in sechs Sportarten teil.
Seit 1980 war es die siebte Teilnahme eines angolanischen Teams bei Olympischen Sommerspielen.

## Flaggenträger
Der Leichtathlet João N’Tyamba trug die Flagge Angolas während der Eröffnungsfeier im Nationalstadion.

## Teilnehmer nach Sportarten

### Basketball
- Olímpio Cipriano
- Armando Costa
- Carlos Morais
- Milton Barros
- Luís Costa
- Vladimir Geronimo
- Joaquim Gomes
- Felizardo Ambrósio
- Abdel Aziz Moussa
- Carlos Almeida (C)
- Leonel Paulo
- Eduardo Mingas

### Beachvolleyball
- Emanuel Fernandes
- Morais Abreu

### Handball
Die Handballerinnen schieden bereits in der Vorrunde aus.
- Ilda Maria Bengue
- Natália Bernardo
- Cristina Direito Branco
- Elisabeth Jurema Faro Cailo
- Bombo Madalena Calandula
- Azenaide Carlos
- Nair Filipe Pires De Almeida
- Wuta Waco Bige Dombaxi
- Maria Teresa Neto Joaquim Eduardo
- Isabel Sambovo Fernandes
- Luisa Kiala
- Maria Rosa da Costa Pedro
- Odeth Tavares
- Filomena Jose Trindade
- Elizabeth Amelia Basilio Viegas

### Kanu
- Fortunato Luis Pacavira[2]
Einer-Canadier, 1000 m

### Leichtathletik
- João N’Tyamba
Marathon

### Schwimmen
- João Matias
100 m Schmetterling, Männer
- Ana Crysna da Silva Romero
50 m Freistil, Frauen